# Carthay
Carthay est un quartier de Los Angeles, en Californie.

## Géographie
Le quartier se situe dans le centre de la ville (Central L.A.).

## Démographie
En 2008, le quartier comptait 5 120 habitants.